# Перепуст Петро Микитович
Петро́ Мики́тович Перепуст (нар. 31 жовтня 1948 — пом. 20 квітня 2011) — український громадський, політичний і церковний діяч.

## Біографія
Народився 31 жовтня 1948 року в робітничій родині в с. Іваниця Чернігівської області . Після служби в армії працював на робітничих і керівних посадах у Москві, де навчався в Московському будівельному інституті, а потім на заочному відділенні Московського інституту технології бізнесу, який закінчив у 1997 році, здобувши фах економіста-міжнародника.
З 1989 року голова московського громадського об'єднання ОУН-РУХ, активний учасник опору путчу 1991р.

Ось як згадує Петра Перепуста учасник тих подій, кадровий військовий, політв'язень Григорій Куценко у своїй книзі «Дякую тюрмі»: 
Українською сотнею на захисті Будинку уряду Росії керував Петро Перепуст — голова однієї з українських громад у Москві, що дотримуються демократичної орієнтації. Кремезний, мужній, організований. Це його заслуга в тому, що одними з перших піднятих прапорів повстання проти заколотників були наші жовто-блакитні, це він повів українців будувати перші барикади і це його приклад додав людям сміливості у перші години опору путчистам. Він був справжній український головнокомандувач
.
У 1992 році був головою комісії на референдумі в Республіці Татарстан РФ, відстоюючи позицію незалежності Татарстану[джерело?].
Після приїзду до Києва у 1992 році активно працює в Українській громаді, сприяючи створенню нових політичних та громадських об'єднань, парафій Української Православної Церкви Київського Патріархату.
З 1995 року голова Ради парафії Святої Марії Магдалини УПЦ КП у Києві[джерело?].
Того ж року стає учасником сумнозвісних подій під час поховання Патріарха Володимира (Романюка).
У 1998 році обраний депутатом Радянської районної ради у місті Києві.
У 2004 році переїжджає до Сум, де допомагає розбудовувати Сумську єпархію. Стає активним учасником Помаранчевої революції. До 2011 року веде активну громадську діяльність на Сумщині.
20 квітня 2011 року його життя обірвалося. Похований в с. Вільшана Харківської області, де знайшла вічний спокій мати Петра Перепуста і живуть брати та рідні.